# Prem"jer-liha 2021-2022
La Prem"jer-liha 2021-2022 è stata la 31ª edizione della massima serie del campionato di calcio ucraino. La stagione, iniziata il 23 luglio 2021, è stata cancellata dalla Federazione calcistica dell'Ucraina (FFU) a seguito dell'invasione russa dell'Ucraina. Oltre a non assegnare il titolo, la FFU ha deciso di non procedere alle promozioni e tantomeno alle retrocessioni.

## Stagione

### Novità
Dalla Prem"jer-liha 2020-2021 è retrocesso il Mynaj. Dalla Perša Liha 2020-2021 sono state promosse Veres Rivne, Čornomorec' e Metalist 1925; il numero di squadre partecipanti dunque è aumentato da 14 a 16.
Il 9 luglio 2021 l'Olimpik Donec'k ha annunciato il ritiro dal campionato, ripartendo dalla Perša Liha. Al suo posto, la federcalcio ucraina ha riammesso il Mynaj.

### Avvenimenti
Il 24 febbraio 2022, dopo giorni di tensione tra Russia e Ucraina, la Federazione decide di sospendere il campionato vista l'emergenza guerra e gli attacchi militari avvenuti nella mattina del 24 febbraio. Il 26 aprile 2022 la federcalcio ucraina ha dichiarato concluso il campionato, senza assegnare il titolo e bloccando le retrocessioni.

### Formato
Le sedici squadre si affrontano due volte, per un totale di trenta giornate. A causa dell'annullamento del torneo e in accordo con la UEFA si è proceduto alla designazione dei posti europei.
La squadra prima classificata è ammessa ai gironi della UEFA Champions League 2022-2023 al posto degli squalificati campioni di Russia, mentre la seconda classificata è ammessa al secondo turno di qualificazione. 

La quarta e la quinta classificata si qualificheranno per la UEFA Europa Conference League 2022-2023, rispettivamente per terzo e secondo turno di qualificazione. La terza classificata è ammessa alla UEFA Europa League.

Ogni altro esito è stato annullato.

## Squadre partecipanti
| Club            | Stagione | Città        | Stadio                       | Stagione precedente        |
| --------------- | -------- | ------------ | ---------------------------- | -------------------------- |
| Čornomorec'     | dettagli | Odessa       | Stadio Čornomorec'           | 2º posto in Perša Liha     |
| Desna Černihiv  | dettagli | Černihiv     | Stadio Černihiv              | 6º posto in Prem"jer-liha  |
| Dinamo Kiev     | dettagli | Kiev         | Stadio Olimpico di Kiev      | Campione d'Ucraina         |
| Dnipro-1        | dettagli | Dnipro       | Dnipro Arena                 | 7º posto in Prem"jer-liha  |
| Inhulec'        | dettagli | Petrove      | Stadio Zirka (Kropyvnyc'kyj) | 12º posto in Prem"jer-liha |
| Kolos Kovalivka | dettagli | Kovalivka    | Stadio Kolos                 | 4º posto in Prem"jer-liha  |
| L'viv           | dettagli | Leopoli      | Arena L'viv                  | 8º posto in Prem"jer-liha  |
| Mariupol'       | dettagli | Mariupol'    | Stadio Volodymyr Bojko       | 11º posto in Prem"jer-liha |
| Metalist 1925   | dettagli | Charkiv      | Stadio Metalist              | 3º posto in Perša Liha     |
| Mynaj           | dettagli | Mynaj        | Stadio Avanhard (Užhorod)    | 14º posto in Prem"jer-liha |
| Oleksandrija    | dettagli | Oleksandrija | CSC Nika                     | 9º posto in Prem"jer-liha  |
| Ruch L'viv      | dettagli | Leopoli      | Arena L'viv                  | 10º posto in Prem"jer-liha |
| Šachtar         | dettagli | Donec'k      | Stadio Olimpico di Kiev      | 2º posto in Prem"jer-liha  |
| Veres Rivne     | dettagli | Rivne        | Stadio Avanhard (Luc'k)      | 1º posto in Perša Liha     |
| Vorskla         | dettagli | Poltava      | Stadio Vorskla               | 5º posto in Prem"jer-liha  |
| Zorja           | dettagli | Luhans'k     | Slavutyč-Arena (Zaporižžja)  | 3º posto in Prem"jer-liha  |

## Allenatori
| Squadra         | Allenatore                                                                         | Giocatore più presente (tra parentesi il numero delle presenze)   | Capocannoniere (tra parentesi il numero dei gol segnati)                 |
| --------------- | ---------------------------------------------------------------------------------- | ----------------------------------------------------------------- | ------------------------------------------------------------------------ |
| Čornomorec'     | Jurij Moroz                                                                        | Mykola Mychajlenko (15)                                           | Artur Avahimjan (5)                                                      |
| Desna Černihiv  | Oleksandr Rjabokon'                                                                | Taras Zavijs'kyj (18)                                             | Denys Bezborod'ko (7)                                                    |
| Dinamo Kiev     | Mircea Lucescu                                                                     | Viktor Cyhankov, Oleksandr Karavajev (18)                         | Viktor Cyhankov (11)                                                     |
| Dnipro-1        | Igor Jovićević                                                                     | Oleksandr Svatok (18)                                             | Artem Dovbyk (14)                                                        |
| Inhulec'        | Serhij Lavrynenko                                                                  | Pavlo Polehen'ko, Jevhen Zaporožec' (17)                          | Stephen Gopey, Vladyslav Šaraj, Artem Sitalo (2)                         |
| Kolos Kovalivka | Ruslan Kostyšyn (1ª-6ª) Sjarhej Kuznjacoŭ (7ª-14ª) Jaroslav Vyšnjak (3ª,, 15ª-18ª) | Vadym Mil'ko (18)                                                 | Oleksandr Čornomorec', Oleh Il'ïn, Volodymyr Lysenko, Renan Oliveira (2) |
| L'viv           | Anatolij Bezmertnyj (1ª-5ª) Taras Čopyk (6ª) Aleh Dulub (7ª-18ª)                   | Volodymyr Jakimec', Nazarij Nyč, Serhij Politylo (18)             | Ernest Antwi, China, Oleksij Dovhyj, Artur Remenjak (2)                  |
| Mariupol'       | Ostap Markevyč                                                                     | Petro Stasjuk, Dmytro Topalov (17)                                | Andrij Kulakov (6)                                                       |
| Metalist 1925   | Valerij Kryvencov                                                                  | Artem Habelok (18)                                                | Marlyson (5)                                                             |
| Mynaj           | Vasyl' Kobin (1ª-9ª) Mykola Cymbal (10ª) Ihor Leonov (3ª, 11ª-18ª)                 | Ihor Hončar, Oleksandr Petrusenko (18)                            | Oleh Vyšnevs'kyj (3)                                                     |
| Oleksandrija    | Jurij Hura                                                                         | Oleh Bilyk, Andrij Curikov, Denys Mirošničenko (18)               | Maksym Tret'jakov (5)                                                    |
| Ruch L'viv      | Ivan Fedyk (1ª-2ª) Leanid Kučuk (3ª-18ª)                                           | Maksym Bilyj, Bohdan Bojčuk, Valerij Fedorčuk, Jurij Klymčuk (15) | Jurij Klymčuk (5)                                                        |
| Šachtar         | Roberto De Zerbi                                                                   | Marcos Antônio, Tetê (17)                                         | Tetê (9)                                                                 |
| Veres Rivne     | Jurij Virt                                                                         | Roman Hončarenko, Bohdan Kohut, Roman Mirošnyk, Ihor Soldat (18)  | Hennadij Pasič, Mychajlo Šestakov (3)                                    |
| Vorskla         | Jurij Maksymov                                                                     | Ihor Perduta (18)                                                 | Olivier Thill (8)                                                        |
| Zorja           | Viktor Skrypnyk                                                                    | Maksym Imerekov (18)                                              | Allahyar Sayyadmanesh (7)                                                |

## Classifica finale
|  | Pos. | Squadra         | Pt | G  | V  | N | P  | GF | GS | DR  |
|  | ---- | --------------- | -- | -- | -- | - | -- | -- | -- | --- |
|  | 1.   | Šachtar         | 47 | 18 | 15 | 2 | 1  | 49 | 10 | +39 |
|  | 2.   | Dinamo Kiev     | 45 | 18 | 14 | 3 | 1  | 47 | 9  | +38 |
|  | 3.   | Dnipro-1        | 40 | 18 | 13 | 1 | 4  | 35 | 17 | +18 |
|  | 4.   | Zorja           | 36 | 18 | 11 | 3 | 4  | 37 | 19 | +18 |
|  | 5.   | Vorskla         | 33 | 18 | 9  | 6 | 3  | 30 | 18 | +12 |
|  | 6.   | Oleksandrija    | 26 | 18 | 7  | 5 | 6  | 19 | 16 | +3  |
|  | 7.   | Desna Černihiv  | 25 | 18 | 7  | 4 | 7  | 22 | 27 | -5  |
|  | 8.   | Kolos Kovalivka | 24 | 18 | 7  | 3 | 8  | 14 | 23 | -9  |
|  | 9.   | Veres Rivne     | 23 | 18 | 6  | 5 | 7  | 15 | 20 | -5  |
|  | 10.  | Metalist 1925   | 19 | 18 | 6  | 1 | 11 | 17 | 29 | -12 |
|  | 11.  | Ruch L'viv      | 18 | 17 | 4  | 6 | 7  | 16 | 21 | -5  |
|  | 12.  | L'viv           | 17 | 18 | 4  | 5 | 9  | 14 | 30 | -16 |
|  | 13.  | Čornomorec'     | 14 | 18 | 3  | 5 | 10 | 20 | 40 | -20 |
|  | 14.  | Inhulec'        | 13 | 17 | 3  | 4 | 10 | 13 | 28 | -15 |
|  | 15.  | Mynaj           | 10 | 18 | 1  | 7 | 10 | 12 | 30 | -18 |
|  | 16.  | Mariupol'       | 8  | 18 | 2  | 2 | 14 | 21 | 44 | -23 |

      Ammessa alla UEFA Champions League 2022-2023
      Ammesse alla UEFA Europa League 2022-2023
      Ammesse alla UEFA Europa Conference League 2022-2023
Tre punti per la vittoria, uno per il pareggio, zero per la sconfitta.
In caso di arrivo di due o più squadre a pari punti, la graduatoria verrà stilata secondo la classifica avulsa tra le squadre interessate.

## Risultati
|                 | Čor  | Des  | Din  | Dni  | Inh  | Kol  | Lvi  | Mar  | Met  | Myn  | Ole  | Ruc  | Šac  | Ver  | Vor  | Zor  |
| --------------- | ---- | ---- | ---- | ---- | ---- | ---- | ---- | ---- | ---- | ---- | ---- | ---- | ---- | ---- | ---- | ---- |
| Čornomorec'     | –––– | 0-1  | 1-6  | 0-3  | 1-1  |      | 1-1  |      | 2-1  |      | 2-2  | 4-3  | 0-3  | 0-1  |      |      |
| Desna Černihiv  | 3-0  | –––– |      | 2-1  | 2-0  | 0-1  |      | 3-3  | 1-2  |      | 1-1  | 1-0  |      | 0-4  |      |      |
| Dinamo Kiev     |      | 4-0  | –––– | 2-0  |      | 7-0  |      |      |      | 2-0  | 1-0  |      | 0-0  | 4-0  | 1-2  | 1-1  |
| Dnipro-1        | 3-1  |      |      | –––– |      | 2-0  |      | 2-1  |      | 4-0  | 3-1  | 2-0  |      | 1-0  | 5-1  | 0-4  |
| Inhulec'        |      | 2-1  | 1-1  | 0-1  | –––– | 0-2  |      | 3-0  |      |      |      |      | 0-1  | 0-0  |      | 1-5  |
| Kolos Kovalivka | 2-1  |      |      |      |      | –––– | 0-1  | 1-3  | 1-0  | 2-1  | 0-1  | 1-1  | 1-3  | 1-0  | 0-1  |      |
| L'viv           |      | 0-2  | 1-4  | 0-1  | 1-2  |      | –––– | 1-1  | 0-0  |      | 1-1  |      | 0-3  | 2-0  | 1-1  | 2-1  |
| Mariupol'       | 2-3  | 1-2  | 2-3  | 0-1  |      |      | 0-1  | –––– | 1-2  |      |      | 0-2  | 0-5  |      |      | 3-4  |
| Metalist 1925   | 3-2  |      | 0-2  | 1-2  | 4-0  | 0-1  |      |      | –––– | 1-0  |      | 2-1  |      |      |      | 1-6  |
| Mynaj           | 2-2  | 0-0  | 0-2  |      | 2-2  | 1-1  | 1-2  | 0-2  |      | –––– | 1-0  |      | 1-1  |      |      |      |
| Oleksandrija    |      |      |      |      | 1-0  |      |      | 2-1  | 2-0  | 3-0  | –––– |      | 1-2  |      | 1-2  | 0-1  |
| Ruch L'viv      |      |      | 0-2  |      |      |      | 1-0  |      | 2-0  | 2-2  | 0-0  | –––– |      | 2-1  | 0-0  | 1-1  |
| Šachtar         |      | 4-1  |      | 2-0  | 2-1  |      | 6-1  |      | 2-0  |      | 1-2  | 2-0  | –––– | 4-1  |      | 6-1  |
| Veres Rivne     |      |      | 0-3  |      |      | 0-0  | 1-0  | 2-0  | 2-0  | 1-0  | 0-0  | 1-1  |      | –––– | 1-1  |      |
| Vorskla         | 0-0  | 2-2  |      | 2-2  | 3-0  |      | 4-1  | 5-1  | 2-0  | 2-0  |      | 2-0  | 0-2  |      | –––– |      |
| Zorja           | 3-0  | 2-0  | 1-2  |      | 1-0  | 1-0  |      |      |      | 1-1  | 0-1  |      |      | 3-0  | 1-0  | –––– |

## Statistiche

### Squadre

#### Capoliste solitarie
|    | —— | —— | ——  | ——          | ——          | ——          | ——          | ——          | ——          | ——          | ——          | ——          | ——  | ——  | ——  | ——  | ——  | —— |  |
|    |    |    | Des | Dinamo Kiev | Dinamo Kiev | Dinamo Kiev | Dinamo Kiev | Dinamo Kiev | Dinamo Kiev | Dinamo Kiev | Dinamo Kiev | Dinamo Kiev |     |     |     |     | Šac |    |  |
|    |    |    |     |             |             |             |             |             |             |             |             |             |     |     |     |     |     |    |  |
|    |    |    |     |             |             |             |             |             |             |             |             |             |     |     |     |     |     |    |  |
| 1ª | 2ª | 3ª | 4ª  | 5ª          | 6ª          | 7ª          | 8ª          | 9ª          | 10ª         | 11ª         | 12ª         | 13ª         | 14ª | 15ª | 16ª | 17ª | 18ª |    |  |

### Individuali

#### Classifica marcatori
| Gol | Rigori |  | Giocatore             | Squadra        |
| --- | ------ |  | --------------------- | -------------- |
| 14  | 3      |  | Artem Dovbyk          | Dnipro-1       |
| 11  | 5      |  | Viktor Cyhankov       | Dinamo Kiev    |
| 9   | 1      |  | Vitalij Bujal's'kij   | Dinamo Kiev    |
| 9   | 1      |  | Tetê                  | Šachtar        |
| 8   | 2      |  | Olivier Thill         | Vorskla        |
| 7   |        |  | Denys Bezborod'ko     | Desna Černihiv |
| 7   |        |  | Denys Harmaš          | Dinamo Kiev    |
| 7   |        |  | Allahyar Sayyadmanesh | Zorja          |
| 6   |        |  | Andrij Kulakov        | Mariupol       |
| 6   |        |  | Shahab Zahedi         | Zorja          |
| 6   |        |  | Ruslan Stepanjuk      | Vorskla        |
| 6   | 1      |  | Lassina Franck Traoré | Šachtar        |